# Sony Xperia A4
Sony Xperia A4 (модельний номер — SO-04G) — це смартфон на базі Android, який продавався та вироблявся Sony Mobile та випущений ексклюзивно для японського оператора NTT DoCoMo в червні 2015 року. Як і попередник A2, A4 є водонепроникним і пилонепроникним із IP-рейтингом IP6X та IPX5/8. Взагалом є такою ж варіацією Z3 Compact як і свого часу попередник.

## Дизайн
Дизайн A4 виконано в стилі «Omni-balance», як і всі попередні смартфони Sony. Замість металевої рамки та напівпрозорого пластику Z3 Compact, в телефоні є пластикові рамки і матова пластикова задня панель. Телефон доступний в синьому, рожевому, сірому і білому кольорах.

## Характеристики смартфону

### Апаратне забезпечення
Смартфон працює на базі чотириядерного процесора Qualcomm Snapdragon 801 (MSM8974-AB), що працює із тактовою частотою 2,5 ГГц (архітектура ARMv7), 2 ГБ оперативної пам’яті і використовує графічний процесор Adreno 330 для обробки графіки. 
Пристрій також має внутрішню пам’ять об’ємом 16 ГБ, із можливістю розширення карткою microSDXC. Апарат оснащений 4,6-дюймовим (117 мм відповідно) дисплеєм із розширенням 720 x 1280 пікселів із щільністю пікселів 319 ppi, що виконаний за технологією IPS LCD. Він підтримує мультитач, а також такі функції дисплея, як Live Color LED, відтворюючи більш насичені кольори та більш рівномірне підсвічування. Ще для покращеного зображення і відео використовується технологіЇ Triluminos і X-Reality Engine  
В апарат вбудовано 20,7-мегапіксельну задню камеру з датчиком зображення Exmor RS, який знімає відео 4K HDR. Розмір датчика камери 1/2,3 дюйма такий же, як зазвичай використовується у псевдодзеркальній цифровій камері. Є також світлодіодний спалах, стабілізація зображення, HDR, автофокус, розгорнута панорама, і покращено режими «SteadyShot» та «Intelligent Active». Фронтальна 2,2 мегапіксельна камера, записує відео з роздільною здатністю 1080p. 
Дані передаються через роз'єм microUSB 2.0, а через бездротові модулі Wi-Fi (802.11 a/b/g/n/ac 5 ГГц), DLNA, Bluetooth 4.0, вбудована антена стандарту GPS з A-GPS, ГЛОНАСС, NFC, Osaifu-Keitai і 1seg. Весь апарат працює від Li-Pol акумулятора ємністю 2600 мА·г, що може пропрацювати у режимі очікування 920 годин (38,3 дня), у режимі розмови — 14 години.

### Програмне забезпечення
Xperia A4 постачався з Android 5.0 «Lollipop»  зі спеціальним інтерфейсом і програмним забезпеченням Sony. Нові доповнення до програмного забезпечення Z3 включають додаток Lifelog, Sony Select і підтримку Remote Play на ігровій консолі PlayStation 4. Відомо що смартфон отримав оновлення до Android 6.0 «Marshmallow», випущений у серпні 2016.